# Edward Howard, 2:e earl av Carlisle
Edward Howard, 2:e earl av Carlisle född 1646, död 1692 i Wickham i Hampshire. Han var son till Charles Howard, 1:e earl av Carlisle.
Han gifte sig 1668 med Elizabeth Uvedale (1646-1696).
Edward Howard var parlamentsledamot (whig) 1666-1681. Han var också lordlöjtnant för Cumberland 1668-1685. Han var dessutom guvernör av Carlisle 1679-1687.

## Barn
- Lady Mary Howard
- Charles Howard, 3:e earl av Carlisle (1669-1738) gift 1688 med lady Anne De Vere Capell (1675-1752)